# Catalina y Sebastián
Catalina y Sebastián (trad.: Catarina e Sebastião) é uma telenovela mexicana exibida pela Azteca e produzida por Antulio Jiménez Pons em 1999. 
Foi protagonizada por Silvia Navarro e Sergio Basañez com antagonização de Alberto Mayagoitía.

## Elenco
- Silvia Navarro - Catalina Negrete
- Sergio Basañez - Sebastián Mendoza
- Claudia Islas - Adela Rivadeneira
- Alberto Mayagoitía - Carmelo
- Sergio Klainer - Gustavo Negrete
- Antonio De Carlo - Padre Jerónimo
- Geraldine Bazán - Luisa Negrete
- Eduardo Schillinsky - Ricardo
- Regina Torné - Antonieta
- Patricia Conde - Matilde Montemayor
- Lucy Martínez - Teresa Montemayor
- María Rebeca - Emilia
- Jorge Luis Pila - Antonio
- Christian Cataldi - Eduardo
- César Riveros - Luis
- Pilar Souza - Josefa
- Fidel Garriga - Don Lupe
- Lili Blanco - Alicia
- Kenia Gazcón - Silvia
- Lisset - Jessica
- Ninel Conde - Paty
- Alejandra Lazcano - Martina
- Araceli Chavira
- Katalina Krueger - Marianela
- Alma Martínez
- Ranferi Negrete - Ramiro
- Ramiro Orci